# Río Marabasco
Río Marabasco är en ort i Mexiko.   Den ligger i kommunen Manzanillo och delstaten Colima, i den södra delen av landet, 600 km väster om huvudstaden Mexico City. Río Marabasco ligger 29 meter över havet och antalet invånare är 566.
Terrängen runt Río Marabasco är huvudsakligen kuperad, men åt sydväst är den platt. Runt Río Marabasco är det ganska tätbefolkat, med 108 invånare per kvadratkilometer. Närmaste större samhälle är Cihuatlán, 3,9 km väster om Río Marabasco. I omgivningarna runt Río Marabasco växer i huvudsak lövfällande lövskog.